# 시필롭스카야역
시필롭스카야역(러시아어: Шипиловская)은 모스크바 지하철 류블린스코 드미트롭스카야 선의 역이다.

## 역사
시필롭스카야 역은 2011년 12월 2일에 개장했다.

## 구조
시필롭스카야 역은 1면 2선의 섬식 승강장 구조로, 지하 역사이다.